# Swertia scottii
Swertia scottii är en gentianaväxtart som beskrevs av J. Shah. Swertia scottii ingår i släktet Swertia och familjen gentianaväxter. Inga underarter finns listade i Catalogue of Life.